# 12月22日
12月22日（じゅうにがつにじゅうににち）は、グレゴリオ暦で年始から356日目（閏年では357日目）にあたり、年末まであと9日ある。

## できごと
- 69年 - 「四皇帝の年」における三番目のローマ皇帝アウルス・ウィテッリウスがウェスパシアヌス軍に捕らえられ殺害される。
- 1135年 - ブローニュ伯（英語版）エティエンヌがスティーブン王としてイングランド王に就任し戴冠式を行った。
- 1185年（文治元年11月29日） - 鎌倉幕府による守護・地頭の設置が後白河法皇によって正式に認められる。
- 1216年 - ローマ教皇ホノリウス3世がドミニコ修道会を承認。
- 1629年（寛永6年11月8日）- 紫衣事件で後水尾天皇が明正天皇に譲位。称徳天皇以来859年ぶりの女性天皇が誕生。
- 1808年 - ベートーヴェンの交響曲第5番・第6番がウィーンで初演。
- 1849年 - フョードル・ドストエフスキーが死刑執行直前に特赦が与えられ、シベリアへの流刑に減刑になる。
- 1885年 - 日本で内閣制度が発足。伊藤博文が初代内閣総理大臣に就任して、第1次伊藤内閣を組閣。また、それに伴い官営鉄道の運営母体が「工部省鉄道局」から内閣所属「鉄道局」へと改組。
- 1891年 - 日本の帝国議会で樺山資紀海相がいわゆる「蛮勇演説」を行う。
- 1894年 - ドビュッシーの『牧神の午後への前奏曲』が初演。
- 1895年 - 野中到・千代子夫妻、冬季富士山頂における連続気象観測中、病に倒れる。救援隊の助けにより下山を開始[1]。
- 1902年 - 年齢計算ニ関スル法律施行。それまでの数え年に代えて、満年齢を使用するよう定められる。
- 1905年 - 日本と清が満州善後条約に調印。
- 1936年 - 秋田県鹿角市にあった尾去沢鉱滓ダムが決壊。同ダムは同年11月20日に決壊し、修復中のところ再度決壊した[2]。
- 1938年 - 南アフリカのカルムナ川沖で、絶滅したとされていたシーラカンスの生存を確認。
- 1938年 - 近衛文麿首相が第三次近衛声明（近衛三原則）を発表。
- 1944年 - ベトナム解放軍部隊（ベトナム人民軍の前身）結成。
- 1945年 - 労働組合法公布。
- 1947年 - 民法第四篇と第五篇を全面改正し、封建的な家族制度を撤廃。
- 1954年 - 初のプロレス日本選手権開催。力道山が木村政彦を破り優勝。
- 1968年 - 文化大革命: 『人民日報』が「知識青年は農民から再教育を受けなければならない」とする毛沢東の指示を報ずる（上山下郷運動）。
- 1972年 - ウルグアイ空軍機571便遭難事故でアンデス山中に墜落した乗客の生存者16人が71日ぶりに救出。
- 1973年 - オイルショック: 石油需給適正化法と国民生活安定緊急措置法のいわゆる「石油緊急2法」が公布。
- 1974年 - フランス領コモロ諸島でフランスからの独立に関する住民投票。グランドコモロ島、アンジュアン島、モヘリ島はコモロとして独立し、マヨットはフランス領に留まることが決定。
- 1978年 - 中国共産党第十一期中央委員会第三回全体会議で改革開放政策への大転換が決定[3]。
- 1980年 - 『人民日報』が「毛主席は文化大革命で過ち」と初めて名指しで批判。
- 1988年 - 環境保護活動家シコ・メンデスが暗殺される。
- 1989年 - ルーマニアの首都ブカレストでデモ隊が政府機関を占拠。チャウシェスク政権が崩壊。イオン・イリエスクが大統領に就任。
- 1989年 - ベルリン・ブランデンブルク門の開通式。18年ぶりに自由通行。
- 1989年 - 福岡県のJR九州・宮田線がこの日の運転限りで廃止。
- 1997年 - メキシコのチアパス州でアクテアル虐殺事件が起きる。
- 2001年 - アフガニスタンの暫定行政機構が発足。ハーミド・カルザイが暫定行政機構議長に就任。
- 2001年 - 九州南西海域工作船事件が発生。
- 2005年 - 記録的な寒波で日本海側を中心に豪雪・暴風雪。東海地方・九州で12月の積雪記録を更新する歴史的大雪（平成18年豪雪）。新潟県では暴風雪により新潟大停電が発生。
- 2006年 - 改正教育基本法公布。
- 2009年 - 俳優の森繁久彌に国民栄誉賞授与（没後追贈）。
- 2016年 - 糸魚川大火が発生[4]。
- 2016年 - シリア内戦の中のアレッポの戦いが事実上終結[5]。
- 2018年 - インドネシア・スンダ海峡で大規模津波が発生（スンダ海峡津波）[6]。
- 2018年 - アメリカ合衆国連邦政府が政府閉鎖[7]。翌年1月25日に一部暫定解除されるまで過去最長の閉鎖期間となった（2018–19年アメリカ合衆国連邦政府閉鎖（英語版））。
- 2024年 - ベトナムの最大都市ホーチミンで初の地下鉄、ホーチミン・メトロが開業する。

## 誕生日

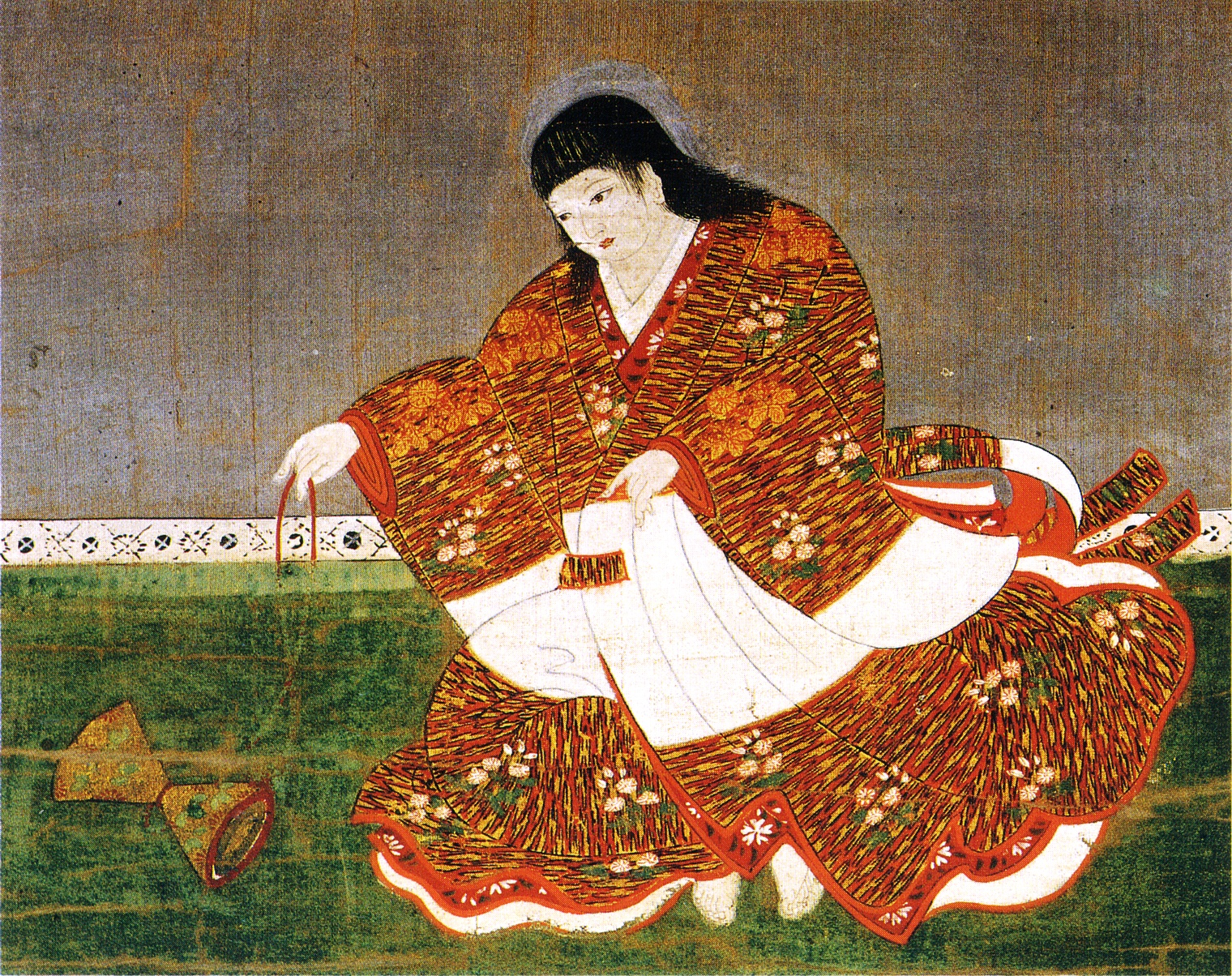
第81代天皇安徳天皇(1178-1185)誕生。最も若く崩御した、戦乱で落命した唯一の天皇。

- 1178年（治承2年11月12日） - 安徳天皇、第81代天皇 (+ 1185年)
- 1546年（天文15年11月29日） - 黒田孝高、戦国武将（+ 1604年）
- 1602年（慶長7年11月9日） - 黒田忠之、福岡藩主（+ 1654年）
- 1617年 - カール1世ルートヴィヒ、プファルツ選帝侯（+ 1680年）
- 1617年（元和3年11月25日） - 松平忠昭、府内藩主（+ 1693年）
- 1694年（元禄7年11月6日） - 奥平昌成、中津藩主（+ 1746年）
- 1723年 - カール・フリードリヒ・アーベル、作曲家（+ 1787年）
- 1740年（元文4年11月4日） - 岡田寒泉、儒学者（+ 1816年）
- 1755年 - ジョルジュ・クートン、フランス革命ジャコバン派の指導者（+ 1794年）
- 1764年（明和元年11月30日） - 高橋至時、天文学者（+ 1804年）
- 1797年（寛政9年11月5日） - 本庄道貫、江戸幕府若年寄、高富藩主（+ 1858年）
- 1798年 - ジョージ・ウォーカー・クロウフォード、アメリカ合衆国陸軍長官（+ 1872年）
- 1817年 - トゥイスコン・ツィラー、文献学者、教育学者（+ 1882年）
- 1823年 - トーマス・ウェントワース・ヒギンソン、聖職者、作家、軍人、奴隷制廃止論者（+ 1911年）
- 1833年 - アーデルハイト・マリー・フォン・アンハルト＝デッサウ、ルクセンブルク大公アドルフの妃（+ 1916年）
- 1847年（弘化4年11月15日） - 大槻文彦、国語学者（+ 1928年）
- 1853年 - テレサ・カレーニョ、ピアニスト、作曲家（+ 1917年）
- 1854年（嘉永7年11月3日） - 高峰譲吉、化学者（+ 1922年）
- 1856年 - フランク・ケロッグ、政治家（+ 1937年）
- 1858年 - ジャコモ・プッチーニ、作曲家（+ 1924年）
- 1858年（安政5年11月18日） - 快楽亭ブラック (初代)、落語家（+ 1923年）
- 1862年 - コニー・マック、メジャーリーグ監督（+ 1956年）
- 1867年 - ヨーゼフ・マリア・オルブリッヒ、建築家（+ 1908年）
- 1876年 - 周時経、言語学者（+ 1914年）
- 1879年 - 野田九浦、日本画家（+ 1971年）
- 1882年 - 岡崎栄松、政治家、仙台市長（+ 1960年）
- 1883年 - エドガー・ヴァレーズ、作曲家（+ 1965年）
- 1883年 - 松野鶴平、政治家（+ 1962年）
- 1887年 - シュリニヴァーサ・ラマヌジャン、数学者（+ 1920年）
- 1889年 - ジョージ・ハトソン、陸上競技選手（+ 1914年）
- 1892年 - 土井辰雄、カトリック枢機卿（+ 1970年）
- 1898年 - ウラジミール・フォック、物理学者（+ 1974年）
- 1900年 - アラン・ブッシュ、作曲家（+ 1995年）
- 1903年 - ハルダン・ケファー・ハートライン、生理学者（+ 1983年）
- 1907年 - ペギー・アシュクロフト、女優（+ 1991年）
- 1909年 - 池島信平、編集者（+ 1973年）
- 1912年 - 五ツ嶋奈良男、元大相撲力士（+ 1973年）
- 1917年 - 矢野幸夫、元調教師、馬の整体師（+ 2004年）
- 1923年 - 三田純市、落語作家（+ 1994年）
- 1923年 - 深沢督、元プロ野球選手（+ 2019年）
- 1926年 - アルシデス・ギジャ、サッカー選手（+ 2015年）
- 1927年 - セルジオ・フィオレンティーノ、ピアニスト（+ 1998年）
- 1929年 - 松原正、評論家、劇作家（+ 2016年）
- 1930年 - 渡辺謙太郎、アナウンサー（+ 2006年）
- 1930年 - ベリル・ペンローズ、テニス選手
- 1931年 - ギゼラ・ビルケマイヤー、陸上競技選手（+ 2024年）
- 1931年 - 三本和彦、モータージャーナリスト（+ 2022年）
- 1932年 - 高柳昌行、ジャズギタリスト（+ 1991年）
- 1934年 - 村井保雄、アマチュア野球指導者（+ 2022年）
- 1936年 - ヘクター・エリゾンド、俳優
- 1936年 - 神永昭夫、柔道家（+ 1993年）
- 1938年 - マティ・アルー、元プロ野球選手（+ 2011年）
- 1940年 - 三条泰子、女優
- 1940年 - 大野守、元プロ野球選手
- 1940年 - エルロッド・ヘンドリックス、元プロ野球選手（+ 2005年）
- 1942年 - 鈴木太郎、俳人
- 1942年 - 桑原楽之、元サッカー選手（+ 2017年）
- 1943年 - トム・ハーリック、格闘技トレーナー
- 1944年 - 三条泰子、女優
- 1944年 - スティーブ・カールトン、元プロ野球選手
- 1946年 - 山崎裕之、元プロ野球選手
- 1946年 - 上村清隆、政治家、第6代湯沢町長
- 1947年 - 坂口進也、俳優、声優、ナレーター
- 1947年 - 塚原光男、元体操選手、1972年ミュンヘン五輪、1976年モントリオール五輪金メダリスト
- 1947年 - 石橋謙一、イラストレーター（+ 1996年）
- 1948年 - スティーブ・ガービー、元プロ野球選手
- 1949年 - ロビン・ギブ、ミュージシャン（ビージーズ）（+ 2012年）
- 1949年 - モーリス・ギブ、ミュージシャン（ビージーズ）（+ 2003年）
- 1950年 - 楠城徹、元プロ野球選手
- 1950年 - 佐山陽規、声楽家、俳優、声優
- 1950年 - 中島史雄、漫画家
- 1950年 - 榊原広子、歌手（ダ・カーポ）
- 1951年 - 村越茶美雄、プロ野球審判員
- 1952年 - 佐田玄一郎、政治家
- 1954年 - 李英和、朝鮮民主主義人民共和国研究者（+ 2020年）
- 1954年 - 杉原正顯、数値解析研究者、名古屋大学・東京大学名誉教授（+ 2019年）
- 1955年 - デビッド・デントン、元プロ野球選手
- 1956年 - 村上弘明、俳優
- 1956年 - 斎藤美奈子、文芸評論家
- 1957年 - 吉村明宏、タレント
- 1958年 - ケヴィン・カーン、ニューエイジ・ミュージックのピアニスト、作曲家
- 1958年 - フランク・ギャンバレ、ギタリスト
- 1958年 - 千田美智仁、元ラグビー選手
- 1958年 - ジョージ・ライト、元プロ野球選手
- 1958年 - レニー・フォン・ドーレン、映画、舞台俳優
- 1960年 - タイレル・ビッグス、プロボクサー
- 1960年 - ジャン＝ミシェル・バスキア、画家（+ 1988年）
- 1962年 - 前川清成、政治家
- 1963年 - ルナ・H・ミタニ、画家
- 1963年 - 伊勢多恵美、元競泳選手
- 1964年 - 江原啓之、スピリチュアルカウンセラー
- 1964年 - 高知東生、元俳優
- 1964年 - 中野英雄、俳優
- 1964年 - 月島冬二、漫画家
- 1964年 - 田原音彦、音楽プロデューサー
- 1965年 - さとうふみや、漫画家
- 1965年 - セルジ・ロペス、俳優
- 1966年 - 浅美裕子、漫画家
- 1966年 - 国生さゆり、女優
- 1966年 - 森田まさのり、漫画家
- 1967年 - 河田雄祐、元プロ野球選手
- 1967年 - ダン・ペトレスク、サッカー選手
- 1967年 - 中村豊、アニメーター
- 1967年 - リッチー・エドワーズ、ミュージシャン（マニック・ストリート・プリーチャーズ）
- 1968年 - 氏家健治、パティシエ、ショコラティエ、料理人
- 1968年 - 飯尾和樹、お笑い芸人（ずん）
- 1968年 - ディナ・メイヤー、女優
- 1970年 - 白島靖代、女優
- 1970年 - 橋本広美、アナウンサー
- 1970年 - ユリコ・バッケス、政治家
- 1971年 - 田中拓也、歌人
- 1972年 - アンデルソン・ルイス・ダ・シルバ、サッカー選手
- 1972年 - ヴァネッサ・パラディ、歌手、女優
- 1974年 - ヘザー・ドナヒュー、女優
- 1975年 - セルゲイ・アシュワンデン、柔道家
- 1975年 - 池田浩美、元サッカー選手
- 1975年 - ドミトリー・ホフロフ、元サッカー選手
- 1976年 - 嶋原清子、マラソン選手
- 1976年 - 佐藤由美、元長距離走選手
- 1976年 - ウェス・オーバーミューラー、元プロ野球選手
- 1977年 - スティーヴ・カリヤ、アイスホッケー選手
- 1977年 - 伊藤良恵、ソフトボール選手
- 1978年 - 松本素生、ミュージシャン（GOING UNDER GROUND）
- 1978年 - エド・マーイカ、ラッパー
- 1978年 - 伊藤里奈、アナウンサー
- 1979年 - 羽生直剛、元サッカー選手
- 1979年 - 野川瑞穂、女優
- 1979年 - 夙川アトム、俳優、元お笑いタレント
- 1980年 - 浦田聖子、ビーチバレー選手
- 1980年 - 高橋憲一、元バスケットボール選手、指導者
- 1980年 - 上岡志輔子、舞台女優
- 1980年 - クリス・カーマック、俳優、元ファッションモデル
- 1981年 - 安めぐみ、タレント、元グラビアアイドル
- 1981年 - 迎祐一郎、元プロ野球選手
- 1981年 - 椛田早紀、歌手
- 1981年 - 南山千恵美、タレント
- 1982年 - 市原ひかり、トランペット奏者
- 1982年 - 稲葉洸太郎、元フットサル選手
- 1982年 - 志瑞祐、ライトノベル作家
- 1982年 - 田中聖美、元バレーボール選手
- 1983年 - 鹿野優以、声優
- 1983年 - 則島奈々美、タレント、元レースクイーン
- 1983年 - 森豪士、ファッションモデル
- 1983年 - 依布サラサ、歌手
- 1983年 - 上原彩子、ゴルファー
- 1983年 - 三好喜美佳、プロボクサー
- 1983年 - 新居辰基、元サッカー選手
- 1983年 - ドリュー・ハンキンソン、プロレスラー
- 1983年 - ジェニファー・ホーキンス、モデル、ミス・ユニバース2004
- 1983年 - ナタリー・ペシャラ、元フィギュアスケート選手
- 1984年 - 樋口夢祈、俳優、演出家
- 1984年 - 荒木さやか、ファッションモデル、DJ
- 1984年 - ベースハンター、DJ
- 1984年 - 長谷川勇也、元プロ野球選手
- 1984年 - 根占真伍、元サッカー選手
- 1985年 - 岡﨑隼人、小説家
- 1985年 - 里村好美、アナウンサー
- 1985年 - 池田勇太、プロゴルファー
- 1985年 - 遠藤栄理香、元アイドル
- 1986年 - F チョッパー KOGA、ミュージシャン、元グラビアアイドル（Gacharic Spin）
- 1986年 - 晶エリー、AV女優、AV監督、写真家
- 1986年 - 池田宗司、元陸上選手
- 1986年 - 伊藤大司、元バスケットボール選手
- 1987年 - 田丸雅智、小説家
- 1987年 - 足立理、俳優
- 1987年 - 藍本松、漫画家
- 1987年 - エデルジト・アントニオ・マセド・ロペス、サッカー選手
- 1987年 - チャド・ジェンキンス、プロ野球選手
- 1987年 - アラー・アブドゥッザフラ、サッカー選手
- 1988年 - 三橋和史、弁護士、政治家、奈良県香芝市長
- 1988年 ｰ 山田健人、お笑いタレント（ラニーノーズ）
- 1988年 - 川辺隆弥、元サッカー選手
- 1988年 - 小峯拓也、元サッカー選手
- 1988年 - 谷口堅三、元サッカー選手
- 1988年 - 高橋賢、元バレーボール選手
- 1988年 - 三河ごーすと、ライトノベル作家
- 1989年 - 新井恵理那、タレント
- 1989年 - 金松季歩、AV女優、元グラビアアイドル
- 1989年 - 北口和沙、歌手
- 1989年 - ジョーダン・スパークス、歌手
- 1989年 - 花田ゆういちろう、歌手
- 1989年 - 溝野かなた、歌手
- 1989年 - 奥村育子、ソプラノ歌手
- 1989年 - ノエ・ラミレス、プロ野球選手
- 1990年 - ブランドン・ムロズ、フィギュアスケート選手
- 1990年 - ジョセフ・ニューガーデン、レーシングドライバー
- 1990年 - 安済知佳[8]、声優
- 1991年 - 山本雪乃、アナウンサー
- 1992年 - ナオミ、ファッションモデル
- 1992年 - 忽那汐里、女優
- 1992年 - 小野裕二、サッカー選手
- 1992年 - ムンビョル、アイドル（MAMAMOO）
- 1993年 - 前川真帆、歌手
- 1993年 - メーガン・トレイナー、歌手
- 1993年 - 大石絵理、モデル
- 1993年 - ラファエル・ゲレイロ、サッカー選手
- 1993年 - 山根視来、サッカー選手
- 1994年 - 細山貴嶺、元タレント、元子役
- 1994年 - 山下きほ、歌手（ナチュラルポイント）
- 1994年 - 宮崎朝子、ミュージシャン、歌手、作詞家、作曲家（SHISHAMO）
- 1997年 - SAYURI、アイドル、ミュージシャン（元CHERRSEE）
- 1997年 - 瀬古樹、サッカー選手
- 1997年 - 嶺内ともみ、元声優
- 1998年 - 鈴木崚汰[9]、声優
- 1998年 - 結城美優、女優
- 1998年 - MIZYU、歌手（新しい学校のリーダーズ）
- 1998年 - 玉置将也、ラグビー選手
- 1998年 - 横山武史、騎手
- 1999年 - 楠木ともり、声優（元虹ヶ咲学園スクールアイドル同好会）
- 1999年 - 土屋直武、俳優、歌手
- 1999年 - 青木悠華、野球選手
- 1999年 - 白石美優、元プロ野球選手
- 2000年 - 阪田マリン、歌手、インフルエンサー
- 2001年 - 田部隼人、元プロ野球選手
- 2004年 - 清野桃々姫、アイドル（BEYOOOOONDS）
- 2004年 - 鈴木陽成、サッカー選手
- 2004年 - 浅井恋乃未、アイドル（櫻坂46）
- 2005年 - 瀬戸琴楓、ファッションモデル
- 2005年 - 東ノエル、女優
- 2006年 - 福島香々 、声優
- 2007年 - 足川結珠、モデル、女優
- 生年不詳 - 井上富美子[10]、声優
- 生年不詳 - 佐藤裕美、声優
- 生年不詳 - 前田恵、声優
- 生年不詳 - 月ノウサギ、アイドル（GANG PARADE）
- 生年不詳 - 佐々木美佳子、元アナウンサー

## 忌日
- 69年 - ウィテリウス、ローマ皇帝（* 15年）
- 1333年（元弘3年/正慶2年11月15日）- 日目、法華宗の僧（* 1260年）
- 1572年 - フランソワ・クルーエ、画家（* 1510年頃）
- 1603年 - メフメト3世、第13代オスマン帝国スルタン（* 1566年）
- 1655年（明暦元年11月25日）- 津軽信義、第3代弘前藩主（* 1619年）
- 1660年 - アンドレ・タケ（英語版）、数学者、イエズス会の司祭（* 1612年）
- 1666年 - グエルチーノ、画家（* 1591年）
- 1693年 - エリザベート・ヘヴェリウス（英語版）、天文学者（* 1647年）
- 1694年（元禄7年11月6日） - 伊藤宗看 (初代)、将棋指し（* 1618年）
- 1707年 - パオロ・カサティ（英語版）、イエズス会の数学者（* 1617年）
- 1724年 - ロデウィック・ファン・ルディック（イタリア語版）、画家（* 1629年）
- 1729年 - ミシェル・バロン、俳優、劇作家（* 1653年）
- 1738年 - ジャン＝ジョゼフ・ムーレ、作曲家（* 1682年）
- 1748年 - ヨーハン・ネポムク・カール、リヒテンシュタイン公（* 1724年）
- 1778年 - ヘルマン・フリードリヒ・ラウパハ（ドイツ語版）、作曲家（* 1728年）
- 1788年 - パーシヴァル・ポット、外科医（* 1714年）
- 1797年 - ジョヴァンニ・マルコ・ルティーニ（英語版）、作曲家（* 1723年）
- 1814年 - ピーテル・ファエス（英語版）、画家（* 1750年）
- 1828年 - ウイリアム・ウォラストン、化学者、物理学者、天文学者（* 1766年）
- 1828年 - レイチェル・ジャクソン、アンドリュー・ジャクソン夫人（* 1767年）
- 1829年（文政12年11月27日） - 鶴屋南北(4代目)、狂言作家（* 1755年）
- 1831年 - フランソワ・ユーベル、博物学者（* 1750年）
- 1865年 - アルバート・オッペル（ドイツ語版）、古生物学者（* 1831年）
- 1867年 - ジャン＝ヴィクトル・ポンスレ、数学者（* 1788年）
- 1867年 - テオドール・ルソー、画家（* 1812年）
- 1868年（明治元年11月9日）- 白真弓肥太右エ門、大相撲力士（* 1829年）
- 1870年 - グスタボ・アドルフォ・ベッケル、詩人、散文作家（* 1836年）
- 1874年 - ヨハン・ペーター・ピクシス、ピアニスト、作曲家（* 1788年）
- 1880年 - ジョージ・エリオット、小説家（* 1819年）
- 1895年 - オクターヴ・テリヨン（英語版）、医師、外科医（* 1844年）
- 1899年 - ヒュー・グローヴナー、初代ウェストミンスター公爵（* 1825年）
- 1899年 - ドワイト・ライマン・ムーディー、キリスト教伝道者、ムーディー聖書学院創設者（* 1837年）
- 1901年 - ヘンリー・ジョージ・マダン（英語版）、化学者、教師、学者（* 1838年）
- 1902年 - リヒャルト・フォン・クラフト＝エビング、精神医学者（* 1840年）
- 1915年 - アーサー・ヒューズ、画家・イラストレーター（* 1832年）
- 1918年 - ランドルフ・ボーン、作家（* 1886年）
- 1919年 - 繆荃孫、図書館学者、歴史家、金石学者、教育者（* 1844年）
- 1919年 - ヘルマン・ヴァインゲルトナー、元体操選手、1896年アテネ五輪金メダリスト（* 1864年）
- 1922年 - 西郷四郎、柔道家（* 1866年）
- 1925年 - アリス・ヘイン、モナコ大公アルベール1世の妃（* 1858年）
- 1925年 - 岡野敬次郎、法学者、政治家、元中央大学学長、第25代司法大臣、第33代農商務大臣、第41代文部大臣（* 1865年）
- 1936年 - ニコラーイ・オストロフスキー、小説家（* 1904年）
- 1939年 - 山崎紫紅、劇作家、歌舞伎作者（* 1875年）
- 1942年 - フランツ・ボアズ、人類学者（* 1858年）
- 1942年 - 狩野亨吉、教育者（* 1865年）
- 1943年 - ビアトリクス・ポター、絵本作家（* 1866年）
- 1945年 - オットー・ノイラート、哲学者（* 1882年）
- 1950年 - ウォルター・ダムロッシュ、指揮者（* 1862年）
- 1952年 - 河村黎吉、俳優（* 1897年）
- 1953年 - 田熊常吉、実業家、株式会社タクマ創業者（* 1872年）
- 1953年 - 加藤道夫、劇作家（* 1918年）
- 1957年 - 辻本史邑、書家（* 1895年）
- 1959年 - 小原英一、実業家（* 1889年）
- 1962年 - 国木田治子、小説家（* 1879年）
- 1966年 - ハリー・ボーモント、映画監督（* 1888年）
- 1967年 - 高橋龍太郎[11]、実業家・元通産大臣（* 1875年）
- 1969年 - ジョセフ・フォン・スタンバーグ、映画監督（* 1894年）
- 1970年 - 素木得一、昆虫学者（* 1882年）
- 1973年 - 浪花千栄子、女優（* 1907年）
- 1973年 - フィリップ・ラーヴ、文芸評論家（* 1908年）
- 1974年 - スターリング・ノース、作家（* 1906年）
- 1975年 - 堀米庸三、歴史学者（* 1913年）
- 1976年 - 水田三喜男、政治家、城西大学創立者（* 1905年）
- 1978年 - メドニヤンスキ・マリア、元卓球選手、世界卓球殿堂（* 1901年）
- 1979年 - ダリル・F・ザナック、映画プロデューサー、脚本家（* 1902年）
- 1980年 - カール・デーニッツ、元ドイツ海軍元帥、ドイツ大統領（* 1891年）
- 1983年 - 白井鐵造、演出家、振付師（* 1900年）
- 1985年 - イグナス・ゲルブ、歴史学者（* 1907年）
- 1986年 - 真野房子、美容家、真野美容専門学校創立者（* 1899年）
- 1986年 - 吉田義夫、俳優（* 1911年）
- 1987年 - ヘンリー・コットン（英語版）、プロゴルファー（* 1907年）
- 1988年 - 渡辺弘、ジャズサクソフォーン奏者（* 1912年）
- 1988年 - 神山恵三、気象学者（* 1917年）
- 1988年 - 市川重幸、実業家、元象印マホービン社長（* 1922年）
- 1989年 - 奥田良三、元奈良県知事（* 1903年）
- 1989年 - サミュエル・ベケット、小説家（* 1906年）
- 1989年 - ワシーリ・ミリャ、政治家、国防相（* 1927年）
- 1991年 - エルンスト・クルシェネク、作曲家（* 1900年）
- 1991年 - ジェームズ・フレッチャー、官僚、第4代及び第7代NASA長官、元ユタ大学学長（* 1919年）
- 1991年 - 藤野光久、元プロ野球選手（* 1925年）
- 1992年 - 阿波野青畝、俳人（* 1899年）
- 1992年 - テッド・ウィリス（英語版）、劇作家、小説家、脚本家（* 1914年）
- 1994年 - 乙羽信子、女優（* 1924年）
- 1995年 - ジェイムズ・ミード、経済学者（* 1907年）
- 1995年 - ローレンス・バーク（英語版）、ピアニスト、作曲家、バークリー音楽大学創設者（* 1908年）
- 1995年 - 川谷拓三、俳優（* 1941年）
- 1995年 - 坂口尚、漫画家（* 1946年）
- 1998年 - 金田利雄、政治家、銀行家（* 1909年）
- 1998年 - 若城希伊子、作家、脚本家（* 1927年）
- 2000年 - 伊瀬芳吉、実業家、元ダイハツ工業社長（* 1905年）
- 2000年 - 千田夏光、作家（* 1924年）
- 2001年 - 加藤シヅエ[12]、婦人解放運動家、政治家（* 1897年）
- 2001年 - ジャック・マイヨール、フリーダイバー（* 1927年）
- 2002年 - 平野峯郎、歌人（* 1912年）
- 2002年 - ケネス・トビー、俳優（* 1917年）
- 2002年 - 鬼澤正巳、経営者、元三井生命保険社長（* 1917年）
- 2002年 - 矢野純一、プロ野球選手（* 1919年）
- 2002年 - ジョー・ストラマー、ミュージシャン（ザ・クラッシュ）（* 1952年）
- 2003年 - 守屋多々志、日本画家（* 1912年）
- 2004年 - 光岡明、小説家（* 1932年）
- 2004年 - 鈴木徹、元プロ野球選手、審判員（* 1936年）
- 2004年 - ダグ・オルト、元プロ野球選手（* 1950年）
- 2006年 - ガリーナ・ウストヴォーリスカヤ、作曲家（* 1919年）
- 2006年 - 鈴木禄彌、法学者（* 1923年）
- 2006年 - 木口衛、実業家、ワールド創業者（* 1923年）
- 2007年 - 山本孝史、民主党参議院議員（* 1949年）
- 2007年 - ジュリアン・グラック、小説家、詩人、評論家（* 1910年）
- 2007年 - 稲川聖城、暴力団稲川会総裁（* 1914年）
- 2008年 - 朝隈善郎、陸上競技選手、指導者（* 1914年）
- 2008年 - ランサナ・コンテ、第3代ギニア大統領（* 1934年）
- 2009年 - 田辺一鶴、講談師（* 1929年）
- 2009年 - 中村修一郎、プロ野球選手（* 1935年）
- 2014年 - ジョー・コッカー[13]、歌手（* 1944年）
- 2017年 - 萩原遼[14]、ジャーナリスト（* 1937年）
- 2020年 - クロード・ブラッスール[15]、俳優（* 1936年）
- 2020年 - 赤羽昇[16]、実業家（* 1939年）
- 2020年 - エドムンド・クラーク[17]、計算機科学者、カーネギーメロン大学名誉教授（* 1945年）
- 2020年 - 田村隆[18]、料理人（* 1957年）
- 2020年 - 並木伸一[19]、声優（* 1969年）
- 2020年 - ステラ・テナント[20]、ファッションモデル（* 1970年）
- 2021年 - マイク・カーシュナー、元プロレスラー、元W★ING認定世界タッグ王者、世界ブラスナックル王者（* 1957年）
- 2022年 - トム・ベル、ソングライター、編曲家、音楽プロデューサー（* 1943年）
- 2022年 - ウォルター"ウルフマン"ワシントン、ギタリスト、シンガー（* 1943年）
- 2022年 - アントン・トカシュ、自転車競技選手、1976年モントリオール五輪金メダリスト（* 1951年）
- 2022年 - ステファン・ボナー、総合格闘家（* 1977年）
- 2023年 - 暉峻衆三、農業経済学者（* 1924年）
- 2023年 - 神山清子、陶芸家（* 1936年）
- 2023年 - 岡野俊昭、政治家、教育者、元千葉県銚子市長（* 1946年）
- 2023年 - タケル、キックボクサー（* 1972年）

## 記念日・年中行事
- この日、スペイン・マドリードのテアトロ・レアルでは年末ジャンボ宝くじに当たるソルテオ・エクストラオルディナリオ・デ・ナビダ（ロテリア・デ・ナビダ）の抽せん会が行われ、この模様はテレビ・ラジオで中継されている。
- 冬至（ 日本、2007年・2009年・2010年・2011年）
二十四節気の1つ。太陽の黄経が270度の時で、夜が最も長くなる日。多くの場合12月22日であるが、年により12月21日になることもある。
- 改正民法公布記念日（ 日本）
1947年のこの日、「民法」の第4編と第5編を全面改正する改正法が公布された。家父長制の家族制度が廃止され、戸籍が夫婦単位となった。

## 歌
- 香港の歌手ケイツェ（英語版）の曲：12月22日